# Cinca
De Cinca is een rivier in Spanje die ontspringt op de Monte Perdido in de Pyreneeën en uitmondt in de Segre, waarna die vrijwel gelijk uitmondt in de Ebro. Met een lengte van 170 km is de Cinca de langste zijrivier van de Segre. De historische stadjes Aínsa en Barbastro zijn omgeven door de Cinca en respectievelijk de Ara en de Vero.

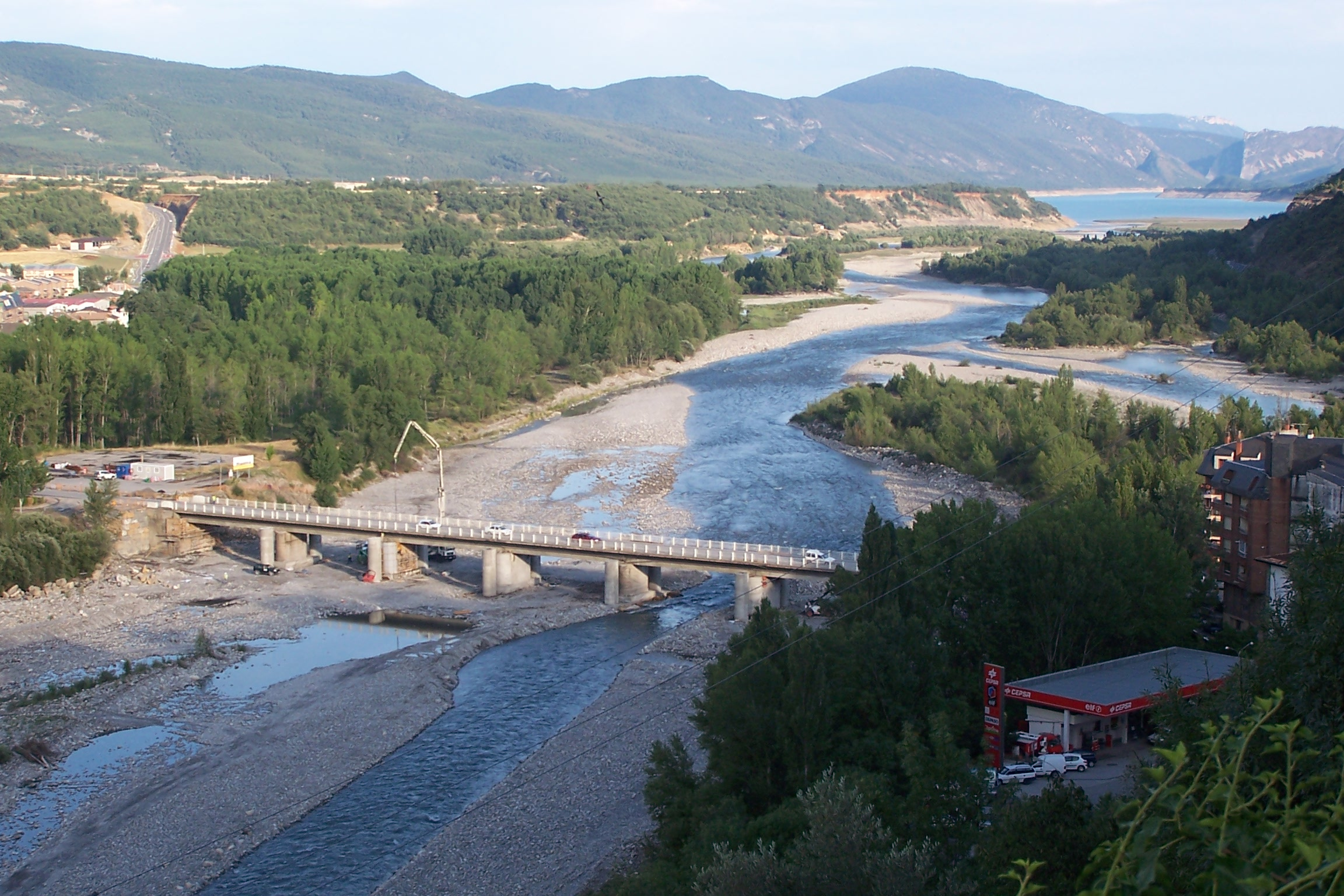
De Cinca ten oosten van Aínsa, middenrechts is de Ara

- Library of Congress Control Number: sh86000683
- Nationale Bibliotheek van Israël: 987007539059205171
- Virtual International Authority File: 246324894